# Amiota yangonensis
Amiota yangonensis este o specie de muște din genul Amiota, familia Drosophilidae, descrisă de Chen și Masanori Joseph Toda în anul 1998.
Este endemică în Myanmar. Conform Catalogue of Life specia Amiota yangonensis nu are subspecii cunoscute.